# محمد حريمات
محمد ربيع حريمات (مواليد 7 أغسطس 1994، في الرباط) هو لاعب كرة قدم مغربي يشغل مركز لاعب وسط هجومي في نادي الجيش الملكي.

## مسيرته

### مع الأندية
محمد حريمات خريج مركز تكوين الفتح الرياضي. لعب مباراة في الدوري خلال موسم 2014-15 قبل إعارته لموسم إلى نادي اتحاد سلا في القسم الثاني المغربي.
عاد إلى الفتح الرباطي وخاض 13 مباراة خلال موسم 2017-18. أنهى الموسم مع فريقه بالمركز الرابع في البطولة. وفي كأس العرش 2018 خرج من دور الـ16 أمام الدفاع الحسني الجديدي.
في 13 سبتمبر 2019، وقّع عقدًا لمدة عامين مع النادي القنيطري، ولعب معه 14 مباراة في القسم الثاني.
في 22 نوفمبر 2020، انضم مع الجيش الملكي بعقد لمدة لثلاثة مواسم. في 14 مايو 2022، توج مع الفريق بكأس العرش بعد الفوز بنتيجة 3-0 على المغرب التطواني في ملعب أدرار بأكادير.

### مع المنتخب
في 5 يونيو 2021، استدعاه الحسين عموتة لمعسكر تدريبي مع المنتخب المغربي المحلي.

## الإنجازات
الجيش الملكي
- الدوري المغربي : 2023–24
- كأس العرش : 2019–20

#### فردية
- أفضل لاعب في الدوري المغربي لكرة القدم: 2023–24.

## روابط خارجية
- محمد حريمات على موقع قاعدة بيانات كرة القدم.إي يو (الإنجليزية)
- محمد حريمات على موقع كووورة